# Mesaba Airlines
Mesaba Aviation, Inc. (que opera como Mesaba Airlines) fue una aerolínea regional de los Estados Unidos que operó desde 1944 hasta que se fusionó con Pinnacle Airlines en 2012 para formar Endeavor Air. Tenía su sede en Eagan, MinnesotaDesde 2010 a 2012, la aerolínea fue una subsidiaria de propiedad absoluta de Pinnacle Airlines Corp. con vuelos de código compartido operados como Delta Connection para Delta Air Lines y US Airways Express para US Airways. Anteriormente, la aerolínea operaba un servicio de código compartido como Northwest Airlink y Northwest Jetlink en nombre de Northwest Airlines, que posteriormente se fusionó con Delta. Mesaba también operó anteriormente servicios de vuelos de conexión en asociación con Republic Airlines antes de que esta aerolínea se fusionara posteriormente con Northwest. Mesaba Airlines cesó efectivamente sus operaciones el 4 de enero de 2012, cuando todas las aeronaves y el personal fueron transferidos al certificado operativo de Pinnacle Airlines. El certificado de funcionamiento de Mesaba fue entregado el 31 de julio de 2012.

## Historia
Mesaba (del idioma ojibwa, misaabe: "Águila Elevada") fue fundada en 1944 por Gordy Newstrom en la ciudad de Coleraine, Minnesota, en Mesabi Range, y comenzó a operar ese mismo año bajo el nombre de Mesaba Aviation. Contaba con un solo avión, un Piper Cub adquirido por $1,300, que se utilizaba para transportar empleados de la empresa Blandin Paper Mill desde Grand Rapids, Minnesota hasta Minneapolis. En 1950, Newstrom trasladó la compañía a Grand Rapids.
En 1973, la familia Halverson de Duluth, Minnesota, compró Mesaba a Newstrom. Posteriormente, comenzaron a operar vuelos regulares a Spencer, Iowa, Ely, MN, Virginia, MN y Duluth.
En 1977, la familia Swenson de Thief River Falls, Minnesota, adquirió Mesaba Aviation. La empresa se hizo pública en 1982 cuando la aerolínea comenzó a volar a destinos en Minnesota, Dakota del Norte y Dakota del Sur con aviones turbohélice Beechcraft Model 99.
En 1983, Mesaba se convirtió en socio de codeshare de Republic Airlines, operando aviones turbohélice regionales y de pasajeros entre pequeñas comunidades y el Aeropuerto Internacional de Mineápolis-Saint Paul. En 1986, tras la fusión de Republic Airlines con Northwest Orient Airlines, Mesaba pasó a operar como transportista de Northwest Airlink en nombre de Northwest Airlines.
En 1988, Mesaba inició servicios de conexión desde el Aeropuerto Metropolitano del Condado de Wayne de Detroit hacia pequeños aeropuertos del este y medio oeste de EE. UU., utilizando aviones turbohélice Fokker F27 y Fairchild Metroliner. Se establecieron bases de mantenimiento en Detroit y Wausau, Wisconsin. Ese mismo año, la aerolínea agregó 325 empleados y expandió su red con cuatro nuevas rutas hacia Cleveland, Dayton y Akron en Ohio, y Erie, Pensilvania.
En 1991, Mesaba construyó dos nuevos hangares en Detroit y Wausau, y añadió el primero de 25 aviones turbohélice de Havilland Canada Dash 8, arrendados a Northwest Airlines.
En 1995, Mesaba y Northwest firmaron un acuerdo para operar aviones turbohélice Saab 340. Para 1997, Mesaba amplió sus vuelos a nuevas ciudades, incluyendo Aspen, Colorado, Bozeman, Montana y Montreal, Canadá. En 1999, la revista Forbes ubicó a Mesaba en el puesto 41 de su lista de las 200 mejores pequeñas empresas de EE. UU.

### Expansión de operaciones

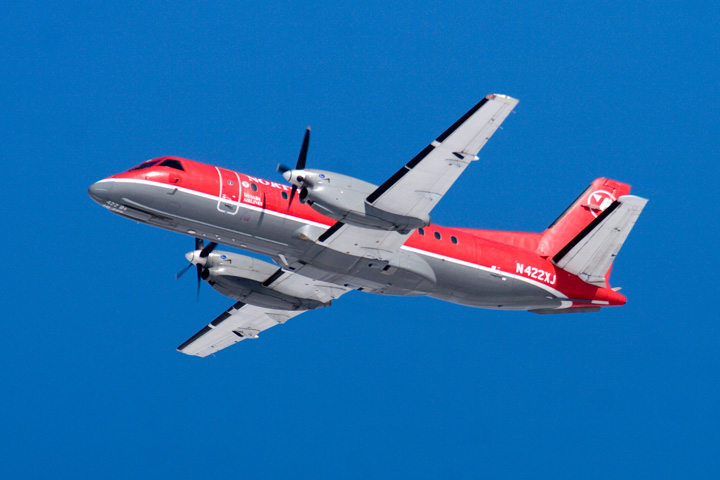
Saab 340 de Mesaba Airlines con la librea de NWA Airlink despegando del Aeropuerto Internacional de Mineápolis-Saint Paul el 28 de febrero de 2009.

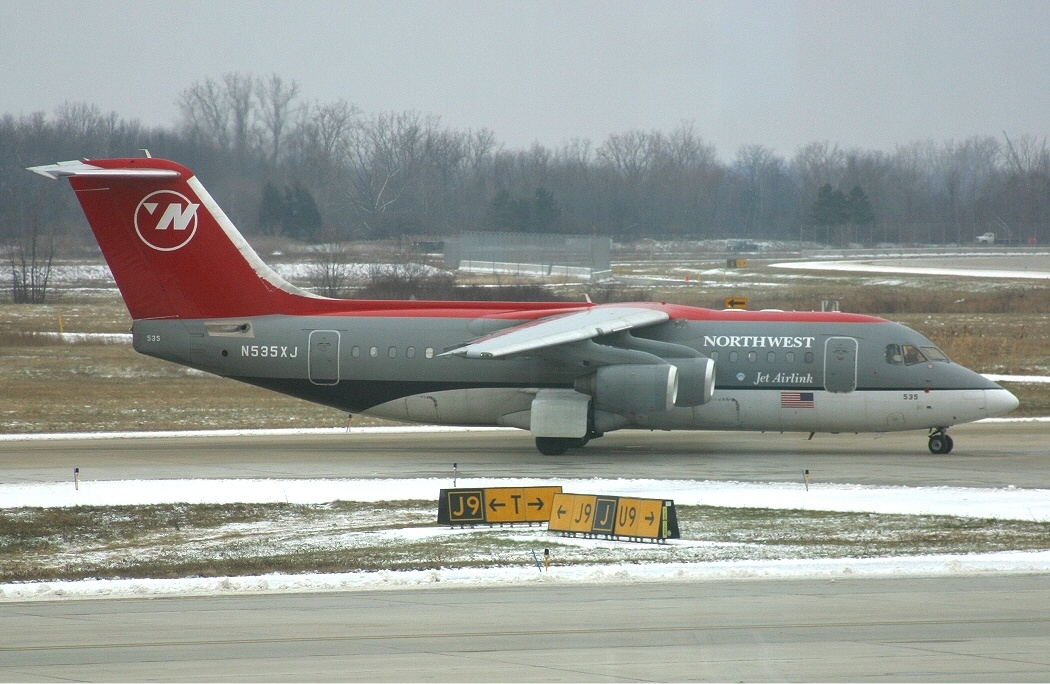
Avro RJ85 de Mesaba en el Aeropuerto Metropolitano de Detroit en 2003.

En 1997, Mesaba inició su primer servicio con aviones a reacción utilizando el Avro RJ85, el primer jet operado por una aerolínea regional de Airlink. El Avro RJ85, una versión mejorada del BAe 146-200, fue operado en vuelos de Northwest Jetlink, configurado con 16 asientos en primera clase y 53 en clase turista. Este fue el primer caso en que una aerolínea regional ofreció una opción de primera clase en un jet regional.
En 2000, Mesaba recibió su último Avro RJ85, además de once nuevos aviones Saab 340, convirtiéndose en el operador de la mayor flota de Avro RJ85 en el mundo, con 36 unidades, y el segundo mayor operador de Saab 340.
Tras los Atentados del 11 de septiembre de 2001, Mesaba redujo su plantilla en 400 empleados para reducir costos.
En 2005, Mesaba comenzó a recibir 15 nuevos Canadair CRJ regionales para reemplazar los Avro RJ85.

### Bancarrota
El 14 de septiembre de 2005, Northwest Airlines se declaró en bancarrota bajo el Capítulo 11. Como consecuencia, retuvo más de $25 millones en pagos a sus socios regionales, Mesaba y Pinnacle. Ante la falta de ingresos y el aumento de costos, Mesaba se declaró en bancarrota el 13 de octubre de 2005.
El 24 de abril de 2007, Mesaba salió de la bancarrota y fue adquirida por Northwest Airlines.

### Venta a Pinnacle y cierre
El 1 de julio de 2010, Delta Air Lines vendió Mesaba a Pinnacle Airlines Corporation por $62 millones.
El 4 de enero de 2012, Mesaba fue absorbida por Pinnacle Airlines y su certificado de operación fue revocado el 31 de julio de 2012, finalizando 68 años de operaciones sin accidentes fatales.

## Reconocimientos
A principios de 1998, en reconocimiento a la exitosa incorporación de dos nuevos tipos de aviones a la flota (el Saab 340 y el Avro RJ85), manteniendo un excelente rendimiento operativo, Mesaba Airlines recibió el premio "Aerolínea Regional del Año 1997" de Air Transport World (ATW). Saab AB pintó dos nuevos Saab 340 con diseños conmemorativos especiales para celebrar tanto el premio como el 25.º aniversario de Mesaba en el servicio regular de aerolíneas.
El 31 de agosto de 2005, Mesaba Airlines fue nombrada ganadora del Premio a la Excelencia Operativa 2005 por AIG Aviation, una aseguradora de aviación con sede en EE. UU. El premio se ha otorgado solo cuatro veces desde su creación en 1998 y reconoce a los clientes que demuestran un firme compromiso con la creación de programas de seguridad y prevención de pérdidas de calidad. Mesaba fue seleccionada por unanimidad entre más de 650 empresas.

## Destinos
A lo largo de los años, Mesaba creció hasta operar una flota de aviones turboprop y turbofan desde Minneapolis-Saint Paul International Airport, Aeropuerto Internacional de Detroit, Aeropuerto Internacional de Memphis, John F. Kennedy International Airport, Aeropuerto Internacional de Salt Lake City y Aeropuerto Internacional Hartsfield-Jackson en vuelos de código compartido principalmente hacia ciudades pequeñas y medianas en nombre de sus aerolíneas asociadas principales.
Mesaba comenzó a operar como US Airways Express en nombre de US Airways en marzo de 2011, reemplazando el servicio de Colgan Air, con siete aviones Saab 340 a ocho destinos desde el Aeropuerto LaGuardia Airport de Nueva York: Charlottesville, VA; Manchester, NH; Ithaca, NY; Syracuse, NY; Providence, RI; y Washington Dulles, así como Martha's Vineyard, MA y Nantucket, MA con ambos destinos operados de manera estacional.

### Destinos en 1981
Mesaba era una pequeña aerolínea regional independiente en junio de 1981, operando aviones turbopropulso Beechcraft 99 en una sola ruta lineal: Minneapolis/St. Paul, MN - Brainerd, MN - Grand Rapids, MN.

### Destinos en 1986
Mesaba operaba vuelos de Northwest Airlink código compartido en junio de 1986 para Northwest Airlines (que operaba como Northwest Orient en ese momento) con aviones turbopropulso de 19 pasajeros Fairchild Swearingen Metroliner ("Metro III" modelo) y aviones turbopropulso de 48 pasajeros Fokker F27 Friendship sirviendo los siguientes destinos:
- Aberdeen, SD
- Bemidji, MN
- Brainerd, MN
- Brookings, SD
- Cedar Rapids, IA
- Des Moines, IA
- Devils Lake, ND
- Duluth, MN
- Grand Rapids, MN
- Hibbing, MN
- Huron, SD
- Jamestown, ND
- Minneapolis/St. Paul, MN - Sede
- Moline, IL
- Mitchell, SD
- Pierre, SD
- Rapid City, SD
- Rochester, MN
- Sioux Falls, SD
- Thief River Falls, MN
- Wausau/Stevens Point, WI

### Destinos servidos en 1999 desde Saint Paul
Esos destinos marcados en negrita fueron servidos en mayo de 1999 por Mesaba con un avión Avro RJ85 operando con vuelos de código compartido de Northwest Jetlink desde el centro de Northwest ubicado en el Aeropuerto Internacional de Mineápolis-Saint Paul (MSP) con vuelos de código compartido de Northwest Airlink desde MSP hacia otros destinos operados por Mesaba con aviones turbopropulso Saab 340 en ese momento:
- Aberdeen, SD
- Appleton, WI
- Aspen, CO
- Bemidji, MN
- Bismarck, ND
- Bloomington, IL/Normal, IL
- Brainerd, MN
- Cedar Rapids, IA
- Cincinnati, OH
- Des Moines, IA
- Dubuque, IA
- Duluth, MN
- Eau Claire, WI
- Escanaba, MI
- Ely, MN
- Fargo, ND
- Flint, MI
- Fort Dodge, IA
- Grand Forks, ND
- Grand Rapids, MN
- Green Bay, WI
- Hibbing, MN
- Houghton, MI/Hancock, MI
- International Falls, MN
- Kenora, Ontario, Canadá
- La Crosse, WI
- Lincoln, NE
- Madison, WI
- Marquette, MI
- Mason City, IA
- Minneapolis/St. Paul, MN - Sede
- Moline, IL
- Omaha, NE
- Pellston, MI
- Peoria, IL
- Pittsburgh, PA
- Pierre, SD
- Rapid City, SD
- Regina, Saskatchewan, Canada
- Rhinelander, WI
- Rochester, MN
- Rockford, IL
- St. Cloud, MN
- St. Louis, MO
- Sioux City, IA
- Sioux Falls, SD
- Steamboat Springs, CO (servido a través del Aeropuerto de Yampa Valley)
- Thief River Falls, MN
- Thunder Bay, Ontario, Canadá
- Traverse City, MI

- Waterloo, IA

- Watertown, SD

- Wausau/Stevens Point, WI
- White Plains, NY (servido a través del Aeropuerto del Condado de Westchester)

De acuerdo con la Guía Oficial de Aerolíneas (OAG), en octubre de 1999, Mesaba había extendido su servicio de los Avro RJ85 de Northwest Jetlink desde el centro de Northwest en Minneapolis/St. Paul hacia Green Bay, WI, Kalamazoo, MI, La Crosse, WI, Rochester, MN y Saginaw, MI además de los destinos marcados en negrita.

### Destinos servidos en 1999 desde Memphis
En mayo de 1999, Mesaba estaba operando todos sus vuelos de código compartido de Northwest Airlines desde el centro de Northwest ubicado en el Aeropuerto Internacional de Memphis (MEM) con aviones Avro RJ85 con estos destinos de Northwest Jetlink marcados en negrita:
- Atlanta, GA
- Cincinnati, OH
- Dallas/Fort Worth, TX
- Fayetteville, AR
- Huntsville, AL
- Knoxville, TN
- Memphis, TN - Sede
- St. Louis, MO
- Wichita, KS

Otra aerolínea regional, Express Airlines I, también estaba operando vuelos de código compartido en ese momento desde Memphis para Northwest utilizando aviones turboprop para su servicio con Northwest Airlink.
De acuerdo con la Guía Oficial de Aerolíneas (OAG), en octubre de 1999, Mesaba había extendido su servicio de Northwest Jetlink con aviones Avro RJ85 desde el centro de Northwest en Memphis a Grand Rapids, MI y Raleigh/Durham, NC.

### Destinos servidos en 1999 desde Detroit
Esos destinos marcados en negrita fueron servidos en mayo de 1999 por Mesaba con aviones Avro RJ85 operando como vuelos de código compartido de Northwest Jetlink desde el centro de Northwest ubicado en el Aeropuerto Internacional de Detroit (DTW) con vuelos de código compartido de Northwest Airlink desde DTW hacia otros destinos operados por Mesaba con aviones turbopropulso Saab 340 en ese momento:
- Akron/Canton, OH
- Allentown, PA
- Alpena, MI
- Appleton, WI
- Benton Harbor, MI
- Binghamton, NY
- Bloomington, IL/Normal, IL
- Buffalo, NY
- Champaign/Urbana, IL
- Charleston, WV
- Cincinnati, OH
- Cleveland, OH
- Columbus, OH
- Dayton, OH
- Detroit, MI - Sede
- Des Moines, IA
- Duluth, MN
- Elmira, NY/Corning, NY
- Erie, PA
- Escanaba, MI
- Evansville, IN
- Flint, MI
- Fort Wayne, IN
- Green Bay, WI
- Greensboro, NC
- Harrisburg, PA
- Houghton, MI/Hancock, MI
- Kalamazoo, MI
- Knoxville, TN
- Lafayette, IN
- Lansing, MI
- Lexington, KY
- London, Ontario, Canada
- Louisville, KY
- Madison, WI
- Marquette, MI
- Montreal, Quebec, Canadá
- Muskegon, MI
- Ottawa, Ontario, Canada
- Owensboro, KY
- Pellston, MI
- Peoria, IL
- Pittsburgh, PA
- Portland, ME
- Rhinelander, WI
- Roanoke, VA
- Rockford, IL
- Rochester, NY
- Saginaw, MI
- Sault Ste. Marie, MI
- South Bend, IN
- State College, PA
- Toledo, OH
- Traverse City, MI
- Wausau, WI/Stevens Point, WI
- White Plains, NY (servido a través del Aeropuerto del Condado de Westchester)
- Youngstown, OH

De acuerdo con la Guía Oficial de Aerolíneas (OAG), en octubre de 1999, Mesaba había extendido su servicio de Northwest Jetlink con aviones Avro RJ85 desde el centro de Northwest en Detroit a Flint, MI, Lexington, KY, Saginaw, MI, South Bend, IN y Traverse City, MI además de los destinos marcados en negrita.

## Flota
La flota de Mesaba Airlines estaba compuesta por las siguientes aeronaves (hasta el 7 de septiembre de 2011):